# William Ritchie Russell
William Ritchie Russell, britanski nevrolog in brigadir, * 1903, Edinburg † 1980.